# جوزيف توسوفسكي
جوزيف توسوفسكي (بالتشيكية: Josef Tošovský)‏ (وُلد في 28 سبتمبر 1950 في ناخود، تشيكوسلوفاكيا)، هو مصرفي تشيكي، قضى معظم حياته في البنك المركزي لتشيكوسلوفاكيا، والحاكم السابق للبنك الوطني التشيكي (من 1993 إلى 2000). وفي الفترة من 16 ديسمبر 1997 إلى 17 يوليو 1998، شغل منصب رئيس وزراء الجمهورية التشيكية في حكومة تصريف الأعمال. وفي 2007، رشحته روسيا لرئاسة صندوق النقد الدولي منافساً للفرنسي دومينيك ستراوس كان كان الذي ظفر بالمنصب.

## سيرته الذاتية
ازداد جوزيف توسوفسكي بتاريخ 28 سبتمبر 1950 في ناخود الواقعة شمال شرق براغ وقد درس تخرج من جامعة الاقتصاد ببراغ عام 1973. وبعد تخرجه بدأ يشتغل في مجال المصارف والاقتصاد، حيث أنه كان يعمل في بنك الدولة التشيكوسلوفاكي، حيث شغل عدداً من الوظائف. وفي عام 1989، عُيِّن حاكماً له. وعقب انقسام الجمهورية الاتحادية التشيكية والسلوفاكية وإنشاء البنك الوطني التشيكي، عُيِّن حاكماً له في عام 1993. وبوصفه الحاكم، شارك توسوفسكي في وضع مخطط للإصلاح الاقتصادي وفي تنفيذه في المجالين النقدي والمصرفي. وقد قام بدور قيادي في صياغة الإطار التشريعي والمؤسسي لعمل البنك المركزي في نظام السوق، وأدار تقسيم العملة التشيكوسلوفاكية والبنك المركزي فيما يتعلق بتفكك الدولة.
إضافة لذلك فقد عمل أستاذاً مساعداً في جامعة الاقتصاد ببراغ، ويحمل الدكتوراة الفخرية من جامعة مندلوفا برنو. وهو عضو في مجلس دراسات السياسة الأوروبية في بروكسل؛ وعضو لجنة بازل للرقابة المصرفية؛ عضو في مجلس متطوعي الخدمات المالية في نيويورك وعضو المجلس الدولي للجنة بريتون وودز في واشنطن. وقد تبقى العديد من الجوائز منها: المصرف المركزي للسنة (1993)، والمدير الأوروبي للسنة (الاتحاد الأوروبي للأعمال الصحفية، 1994)، وجائزة كاريل إنغليش للاقتصاد في جامعة ماساريك في برنو (1994)، والمصرف الأوروبي للسنة (المجموعة 20+ 1، 1996) وجائزة معهد إيستويست للقيادة في مرحلة الانتقال (2001).
واستجابة للأزمة السياسية في الجمهورية التشيكية في نهاية عام 1997، عين الرئيس فاتسلاف هافيل توسوفسكي رئيس وزراء الحكومة التشيكية. وفي 22 يوليو 1998، أُعيد تعيين توسوفسكي كحاكم المجلس الوطني الاتحادي. لكنه تنحى من منصبه هذا في نهاية نوفمبر 2000. ومنذ 1 يناير 2000 وهو يتولى رئاسة معهد الاستقرار المالي، وهو هيئة تابعة لبنك التسويات الدولية التي تتخذ من بازل في سويسرا مقراً لها.
كان عضواً في الحزب الاشتراكي بين 1976 و1984، وغادره بعد الثورة المخملية عام 1989. وفي يناير 2007، اتهمت صحيفة ملادا فرونتا توسوفسكي تعاونه مع الأمن القومي التشيكوسلوفاكي. ونفى المكتب التشيكي للعلاقات الخارجية والمعلومات (الاستخبارات المدنية) أي تعاون واعي من توسوفسكي مع أمن الدولة. وذكرت الصحيفة في وقت لاحق أن توسوفسكي أجرى التحليل الاقتصادي أساساً لوكالة أمن الدولة ولم يقدم أي معلومات تؤدي إلى اعتقال أو محاكمته من قبل أمن الدولة.
في أغسطس 2007، رشحت روسيا توسوفسكي ليخلف رودريغو راتو رئيساً لصندوق النقد الدولي منافساً للفرنسي دومينيك ستراوس كان.. وأعلنت الجمهورية التشيكية على الفور أنها لن تؤيد ترشيح روسيا وستظل تقف وراء موقف الاتحاد الأوروبي.

## وصلات خارجية
- جوزيف توسوفسكي على موقع مونزينجر (الألمانية)

- (بالتشيكية) Short biography up to 1998